# Eikelmuis
De eikelmuis of tuinslaper (Eliomys quercinus) is een knaagdier uit de familie slaapmuizen. Samen met de woestijnslaapmuis (Eliomys melanurus) wordt hij ingedeeld in het geslacht Eliomys.

## Kenmerken
De eikelmuis heeft een kaneelbruine vacht. De buikzijde, de wangen, kin en de pootjes zijn wit tot geelwit van kleur. De lange, slanke staart heeft aan het einde een ietwat afgeplatte pluim. Deze is van boven zwart van kleur en van onderen en aan de punt wit. De dunne huid van de staartwortel wordt in stress-situaties zo strak gespannen dat de eikelmuis deze vrij makkelijk kan verliezen. Waarschijnlijk dient dit als afleidingsmanoeuvre tegen predatoren. Na het verlies van de staart komt de (licht bebloede) staartwervel bloot te liggen. Na enkele dagen drogen de werveltjes in en knaagt het dier deze vermoedelijk weg.
Het gezicht van de eikelmuis wordt gekenmerkt door een "masker", bestaande uit een zwarte, dikke oogstreep tot voorbij onder het oor. De oren van de eikelmuis zijn vrij groot (22 tot 26 millimeter).
De dieren zijn 100 tot 170 millimeter lang, de staart wordt ongeveer 90 tot 150 millimeter lang. De eikelmuis weegt 45 tot 140 gram, maar in de aanloop naar de winterslaap kan dit gewicht oplopen tot wel 210 gram. De dieren krijgen dan een rolrond uiterlijk en bewegen zich steeds moeizamer voort.

## Leefwijze

### Voedsel
Eikelmuizen leven voornamelijk van noten, vruchten, zaden, knoppen, insecten, slakken en miljoenpoten (de laatste groepen voor hun calcium behoefte), maar ze eten ook eieren en jonge dieren (vogeltjes, muizen). Over de voedingsperiodiciteit is weinig bekend. Onderzoekers vermoeden echter dat de eikelmuis vooral aan het eind van de winterslaap veel eiwitrijk voedsel eet, waaronder slakken. Ook vermoedt men dat vooral vrouwelijke dieren veel eiwitten tot zich nemen na de paring, aangezien er dan veel eiwitten noodzakelijk zijn voor de groei van de embryo's.
Eikelmuizen eten vermoedelijk meer dierlijk voedsel dan alom wordt gedacht. Onderzoekers hebben verscheidene malen waargenomen dat eikelmuizen andere muizen, zoals bosmuizen, huismuizen en rosse woelmuizen vanuit een hinderlaag overvielen en actief doodden. Dezelfde gegevens zijn ook bekend van vogels. Eikelmuizen zouden slapende vogels, waaronder merels, 's nachts op hun slaapplaatsen overvallen en doden. Ook zouden nestelende vogels van hun nest verjaagd worden en hun eieren of jongen gedood en verorberd worden.

### Slaapplaats

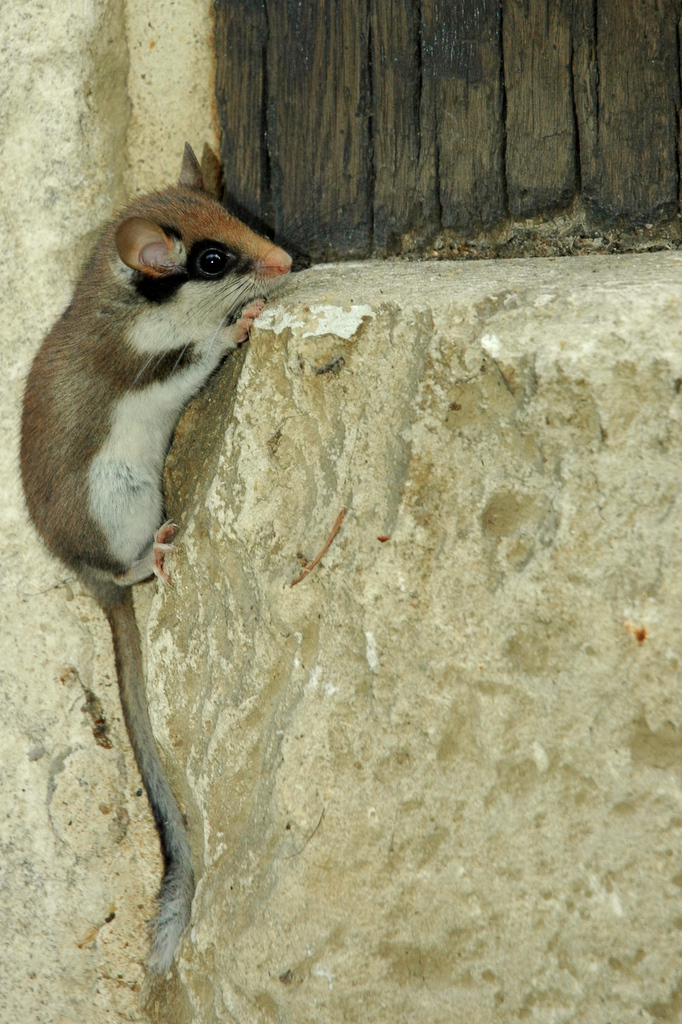
De eikelmuis houdt zich graag op in menselijke bouwsels en is een uitstekende klimmer.

Zoals alle andere slaapmuizen zijn eikelmuizen nachtdieren. De dag brengen ze door in een zelfgemaakt, rond, dubbel gelaagd nest gemaakt van mos of bladeren en bedekt met mos, veren en vacht. Ook gebruiken ze het nest van een eekhoorn of een vogel, dat ze naar eigen wensen aanpassen en vaak voorzien van een zelfgebouwde waterdichte overkapping van takken, (verse) bladeren en vacht. Het nest wordt aangelegd in struiken, braamstruweel, boomholten, klimop of in ondergrondse, bestaande holen. Eikelmuizen graven zelf geen holen. In Zuid-Limburg zoeken eikelmuizen veelal verlaten, rustige mergelgroeven nabij bossen op om in te rusten. Vaak voelt het nestelende dier zich aangetrokken tot menselijke bouwsels, zoals schuurtjes, hooizolders, oude nestkastjes of autowrakken. Ze lijken daarbij niet kieskeurig. De enige voorwaarden lijken voldoende nestmateriaal en ruimte te zijn.
Eikelmuizen brengen de winterslaap door in holle, deels vermolmde bomen, een grot of een holte in een muur. Ook hierbij lijkt het dier toch steeds weer de menselijke nabijheid op te zoeken. Slapende eikelmuizen kunnen in de winter dan ook aangetroffen worden op hooizolders, in bunkers, op dakspanten van zolders, in boekenkasten en in nestkastjes.

### Sociaal gedrag
De eikelmuis heeft een territorium met een diameter van ongeveer 150 meter. Dit blijft jaar in, jaar uit onveranderlijk van grootte en plaats. Er zijn aanwijzingen dat de dieren dit territorium fel verdedigen tegen andere soortgroepen.
Eikelmuizen leven overwegend in kleine groepjes van circa drie tot acht dieren. Er zijn uitschieters bekend van groepen van twaalf dieren. Over de sociale samenhang en de sociale activiteiten in de tijd is zeer weinig bekend. Onderzoekers vermoeden dat eikelmuizen socialer worden naarmate de winterslaap nadert en dat de groep weer uit elkaar valt wanneer de dieren ontwaken uit de winterslaap. Sommige deskundigen vermoeden dat de dieren van een leefgroep gedurende de solitaire levensfase voortdurend met elkaar communiceren door middel van geroep.

### Voortplanting
Na de winterslaap begint de paartijd. Jongen worden meestal in mei of juni geboren, na een draagtijd van 21 tot 23 dagen. Vrouwtjes kunnen één of twee keer per jaar werpen. Per worp krijgt een vrouwtje vier of vijf jongen. Net als sommige spitsmuizen lopen de jongen van de eikelmuis in "karavaan", waarbij de diertjes met hun moeder in een soort van polonaise over boomtakken kruipen, op zoek naar voedsel. De jongen zijn zeer speels en spelen vaak krijgertje-achtige spelletjes op en rondom hun moeder.

## Geluid
Eikelmuizen zijn vrij vocale dieren die een zeer breed repertoire aan geluiden kunnen voortbrengen. Meest waargenomen geluiden zijn merelachtige fluitgeluiden, maar ook langgerekte, huilerige klaagzangen, vergelijkbaar met kattengejank, worden geregeld waargenomen. Verder brengen de dieren geregeld gaaiachtige, zacht ratelende tot blazende geluiden voort. Over de exacte functie(s) van de verschillende geluiden is weinig bekend. Franse wetenschappers hebben verschillende malen vastgesteld dat individuele dieren wel dertig minuten achter elkaar ononderbroken kunnen blijven doorroepen.

## Verspreiding en leefgebied
De eikelmuis komt enkel in Europa voor. Zijn leefgebied beslaat een groot deel van West- en Midden-Europa, van Nederland, België, Frankrijk, Spanje en Portugal via Zuid-Duitsland en Italië tot Roemenië, Noord-Oekraïne en West-Rusland, tot op een hoogte van 2000 meter in de Alpen en de Pyreneeën. Het aantal eikelmuizen in Europa is drastisch achteruitgegaan.
Eikelmuizen leven voornamelijk aan randen van loofbossen in glooiend gebied, het liefst begroeid met eiken, maar ze komen ook voor in naaldbossen, boomgaarden en soms zelfs in tuinen en huizen.

### Verspreiding in Nederland en België
In Nederland wordt het dier voornamelijk aangetroffen in Zuid-Limburg. In België komt de muis redelijk verspreid voor: heel Wallonië en in Vlaanderen in het zuiden van elke provincie, maar ook, opvallend genoeg, in de kuststrook.

#### Eikelmuis in Nederland
In 2003 werd door onderzoek duidelijk dat de in Nederland alleen in Zuid-Limburg voorkomende eikelmuis in vijftien jaar sterk was achteruitgegaan. Kenners vermoedden dat de afbraak en opruimwoede van potentiële onderkomens voor het dier, zoals rommelschuurtjes en hooizolders, ertoe heeft geleid dat het voortbestaan van de muis in Nederland in het geding is. Vooral het feit dat de dieren een plek nodig hebben waar ze zeven maanden per jaar grotendeels slapend kunnen doorbrengen maakt ze kwetsbaar. In 2007 werden bij veldonderzoek in twee gebieden in totaal negen exemplaren aangetroffen. Drie jaar later, in 2010, telde men in het Savelsbos 69 exemplaren.